# NGC 3323
NGC 3323 في الفهرس العام الجديد، هي مجرة، تقع في كوكبة الأسد الأصغر. اكتشفت في 15 مارس 1877 بواسطة إدوارد ستيفان.

## روابط خارجية
- NGC 3323 على موقع ويكي سكاي: DSS2, SDSS, GALEX, IRAS, Hydrogen α, X-Ray, Astrophoto, Sky Map, Articles and images